# 松林寺 (岐阜県揖斐川町)
松林寺（しょうりんじ）は岐阜県揖斐郡揖斐川町三輪にある釈迦如来を本尊とする臨済宗妙心寺派の寺院で、山号は慧照山。揖斐藩主西尾光教、揖斐領主岡田氏ゆかりの寺である。
長禄2年（1458年）、妙心寺五祖の義天玄詔が開く。その後は外護者を欠き焼失して廃れたが、慶長年間に揖斐藩主となった西尾光教が自らの菩提寺として再建し、天台宗の寺院に改めるが揖斐藩はわずか2代で無嗣改易となったため、再び外護者を失ってしまう。その後揖斐領主として入部した岡田善政が再び臨済宗妙心寺派の寺院に改めて菩提寺に定めた。
西尾光教および一族の墓が揖斐川町の史跡に指定されているほか、岡田善政が上有知藩収公の際に接収した金森長近の銘がある古梵鐘を有している。